# Chupete

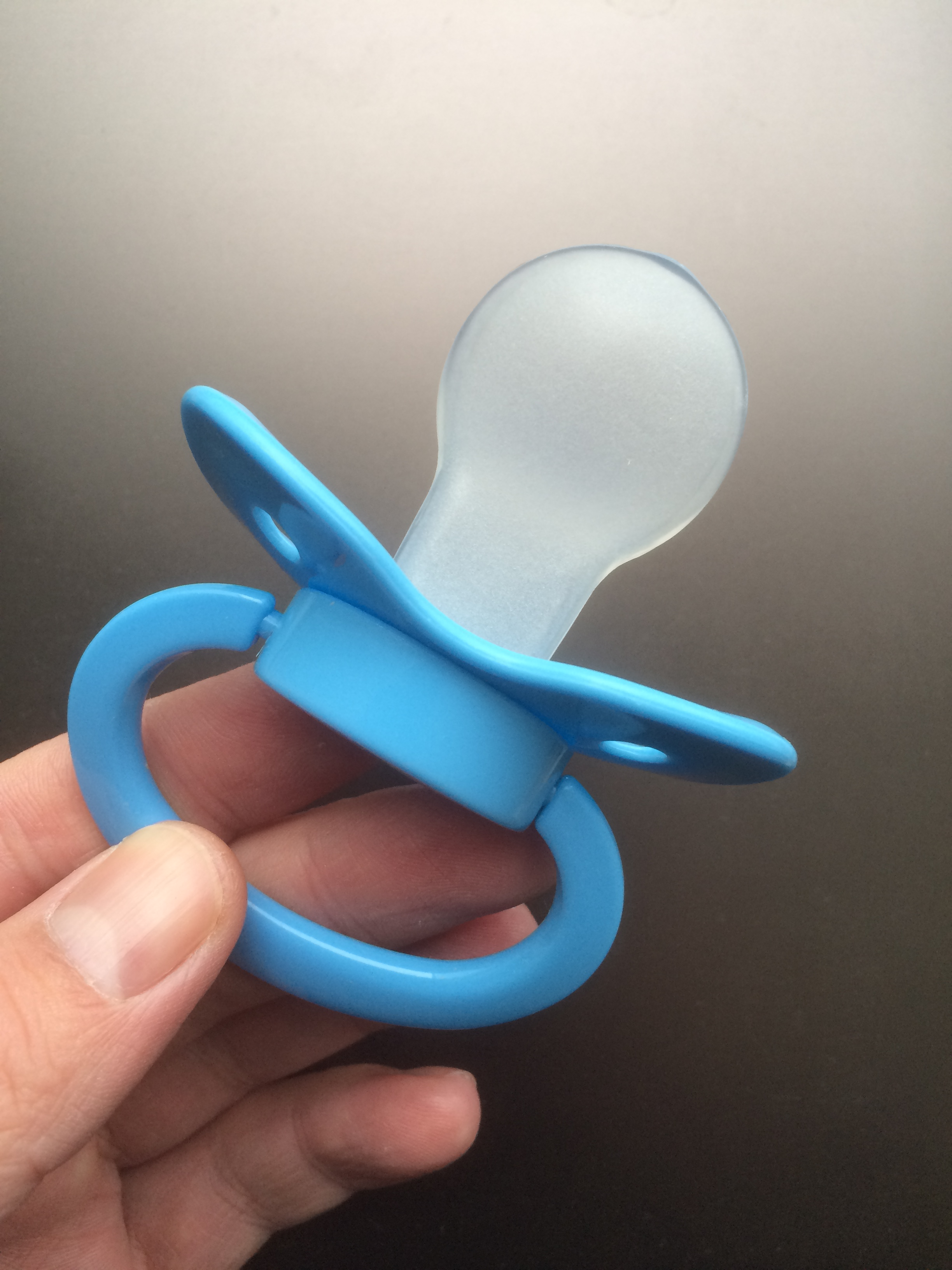
Un chupete.

Un chupete (también conocido como "chupón", "chupeta", "tete", "bobo", "serrucho", "chupo" o "pipo") es un pezón de goma o plástico que se le da a los bebés y niños pequeños para que lo chupen y no les de comezón sus pequeñas encías.

## Diseño
Los diseños de los chupetes son básicamente similares, pero hay algunos que están hechos de un solo material y, por ende, de una sola pieza, mientras que otros están formados por dos o más materiales y su diseño se basa en la asociación de dos o más piezas. La razón más importante del diseño del chupete de una sola pieza es la de prevenir que la parte que se chupa pueda desprenderse de su soporte y llegue a la tráquea del bebé, con el consabido riesgo que esto implica. Debido a esto, algunos tienen un pequeño agujerito por el que pasa el aire a la perfección y evita la muerte del bebé.

## Funciones del chupete
Está muy discutida la conveniencia sobre la utilización del chupete en los bebés. No obstante, la mayoría de los padres sigue optando por emplearlo con sus niños.

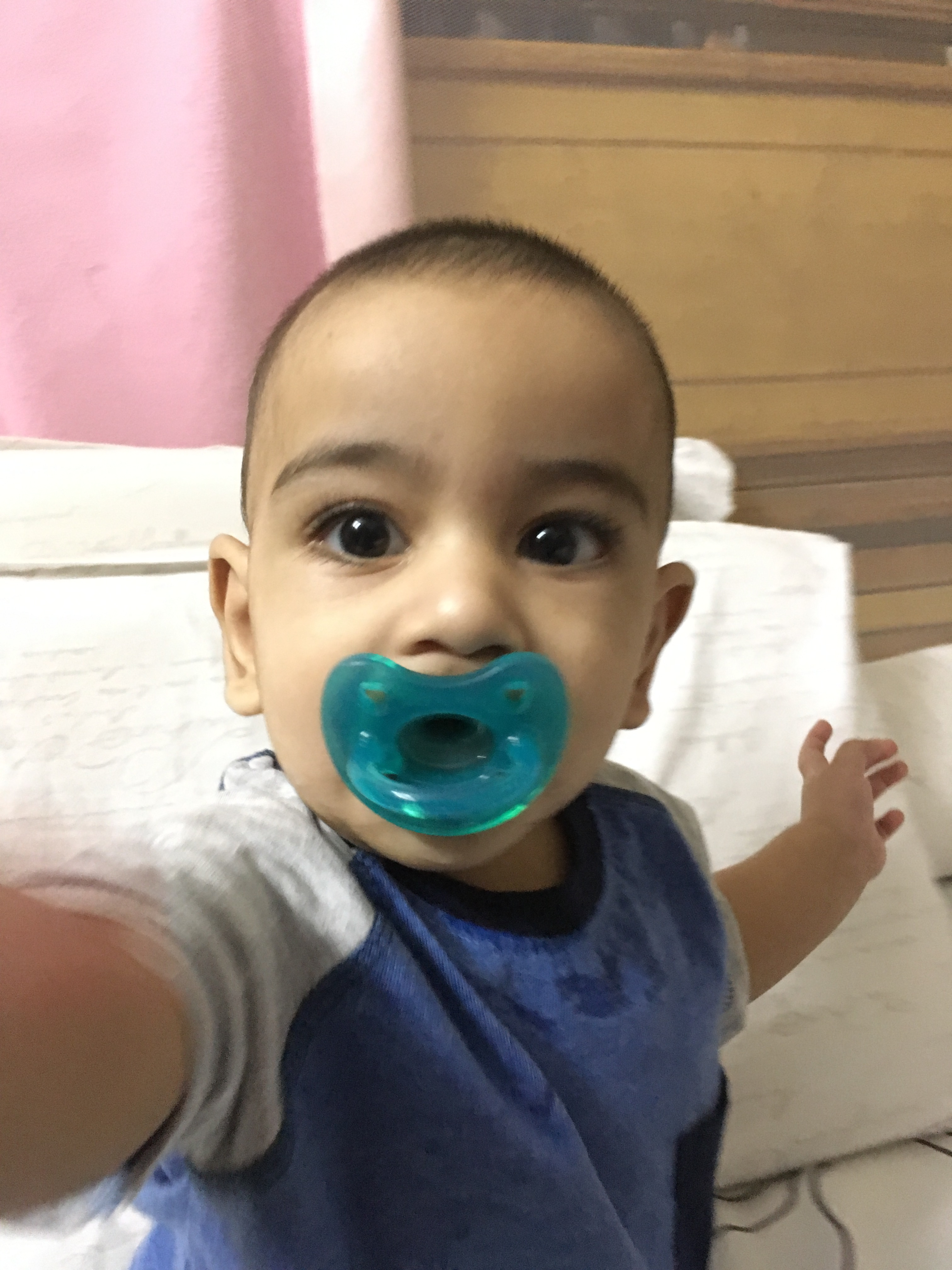
Niño con un chupete.

La razón de estar científicamente comprobado que los bebés desarrollan el reflejo de succión desde dentro del vientre de la madre y siendo este un acto que luego le permitirá alimentarse en los primeros años de vida, hace que muchos estimen útil su empleo, ya que de otra forma es común ver a las criaturas succionando su dedo pulgar. Por lo tanto en su primer año (estimativamente) suele ser una solución para calmar la ansiedad y otras molestias que pueden afectar al bebé, como también angustias que suelen relativizarse por la sensación que produce en el niño el simulado efecto de reemplazar el pecho materno. Pese a todo lo dicho, los especialistas aconsejan que no se extienda su uso durante mucho más tiempo que el que aquí se menciona, habida cuenta de complicaciones que puede acarrear su utilización –en exceso– a la futura formación dentaria, la aparición de llagas en las mucosas de la boca y el paladar, la mordida invertida, etcétera.
También existe el riesgo de contaminación con bacterias patógenas que les pueden provocar enfermedades a los bebés, entre ellas la Salmonella y los estafilococos.

## Tipos de formas y tetinas
Existen dos tipos principales de materiales: silicona, que es el más utilizado, y látex. 
En cuanto a la forma, puede ser fisiológica, anatómica o fisiológica dental. 
No hay estudios que sepan definir qué material es mejor para el bebé, ni qué forma es la más idónea. Normalmente cada bebé suele aceptar mejor un tipo y forma concretos, normalmente suele ser el primero que prueba con el que se acostumbra.